# Stenopelmatus ater
Stenopelmatus ater är en insektsart som beskrevs av Henri Saussure och Francois Jules Pictet de la Rive 1897. Stenopelmatus ater ingår i släktet Stenopelmatus och familjen Stenopelmatidae. Inga underarter finns listade i Catalogue of Life.